# Menemsha Hills
Menemsha Hills ist ein 211 Acres (85,4 ha) großes Naturschutzgebiet in der Nähe von Chilmark auf der Insel Martha’s Vineyard im Bundesstaat Massachusetts der Vereinigten Staaten. Es wird von der Organisation The Trustees of Reservations verwaltet.

## Schutzgebiet
Innerhalb des geschützten Gebiets befindet sich mit dem 308 ft (93,9 m) aufragenden Prospect Hill die zweithöchste Erhebung auf der Insel; der 311 ft (94,8 m) hohe Peak Hill liegt nur etwas weiter südöstlich, jedoch außerhalb des Schutzgebiets. Von dort bietet sich eine gute Aussicht auf die Elizabeth Islands, das namensgebende Dorf Menemsha sowie auf die Klippen von Aquinnah bis nach Nomans Land.
Etwa 3 mi (4,8 km) Wanderwege führen die Besucher durch Feuchtgebiete, Wälder, flache Küstenabschnitte sowie zu einer Felsküste. Dort gedeihen Rot-Ahorne, Buchen, Roteichen, Amerikanische Weiß-Eichen und Färber-Eichen. In Küstennähe dominieren Gräser und Pech-Kiefern, daneben gibt es Vorkommen von Goldruten und Prunus maritima.